# Agostino Paradisi
Agostino Paradisi (francisé en « Augustin Paradisi », né à Vignola le 25 avril 1736 et mort le 19 février 1783) est un poète et littérateur italien.

## Biographie
Né le 25 avril 1736, à Vignola, dans le duché de Modène, fit ses études au collège de Nazareth à Rome, puis revint dans sa patrie. Après avoir été reçu docteur ès droit et ès lettres, il fut nommé président de la faculté de philosophie à l’université de Modène, professeur d’économie politique et enfin d’histoire. C’est d’après ses instances que le gouvernement avait créé cette dernière chaire. Paradisi l’occupa jusqu’à sa mort, arrivée le 19 février 1783.

## Œuvres
Ses Versi sciolti ont été publiés pour la première fois à Bologne, en 1762. Paradisi avait traduit en vers libres plusieurs tragédies de Voltaire (Scelta di alcune eccellenti tragedie francesi, tradotte in verso sciolto, 1704, in-8°). Ses œuvres principales ont été réunies en deux volumes in-8°, sous le titre de Poesie e prose scelte del conte Agostino Paradisi, Reggio, 1827. Le premier volume contient un choix de poésies et un éloge de l’auteur, par Luigi Cagnoli ; le second, différents morceaux en prose parmi lesquels on distingue un Éloge de Raimondo Montecuccoli, où Paradisi s’efforce de prouver que ce général ne dut pas à la mort du maréchal de Turenne les avantages qu’il remporta dans la suite (Elogio di Raimondo Montecuccoli, con note, 1776, in-8°, réimprimé en 1782, à Venise, dans le tome 6 des Elogi italiani); un Discours à l’occasion de l’ouverture solennelle de l’université de Modène, qui avait été publié en 1772, et réimprimé l’année suivante à Turin avec une traduction française ; un Discours sur les mœurs des sauvages dans leur rapport avec le bonheur, réponse au Discours sur l'origine et les fondements de l'inégalité parmi les hommes de Rousseau : un Essai métaphysique sur l’enthousiasme des beaux-arts, qui peut être considéré comme un supplément au traité de Bettinelli sur le même sujet ; deux Leçons historiques concernant les persécutions de l’Église jusqu’à la paix de Constantin et l’empereur Julien ; des Observations sur quelques tragédies de Corneille et de Voltaire ; des Conjectures sur l’état politique de l’Italie du IXe au XIVe siècle. Le 220e volume de la Biblioteca scelta di opere italiane antiche e moderne est consacré à un choix de poésies d’Agostino Paradisi et de son fils Giovanni.